# Tillandsia latifolia
Tillandsia latifolia là một loài thuộc chi Tillandsia. Đây là loài bản địa của Ecuador.

## Hình ảnh

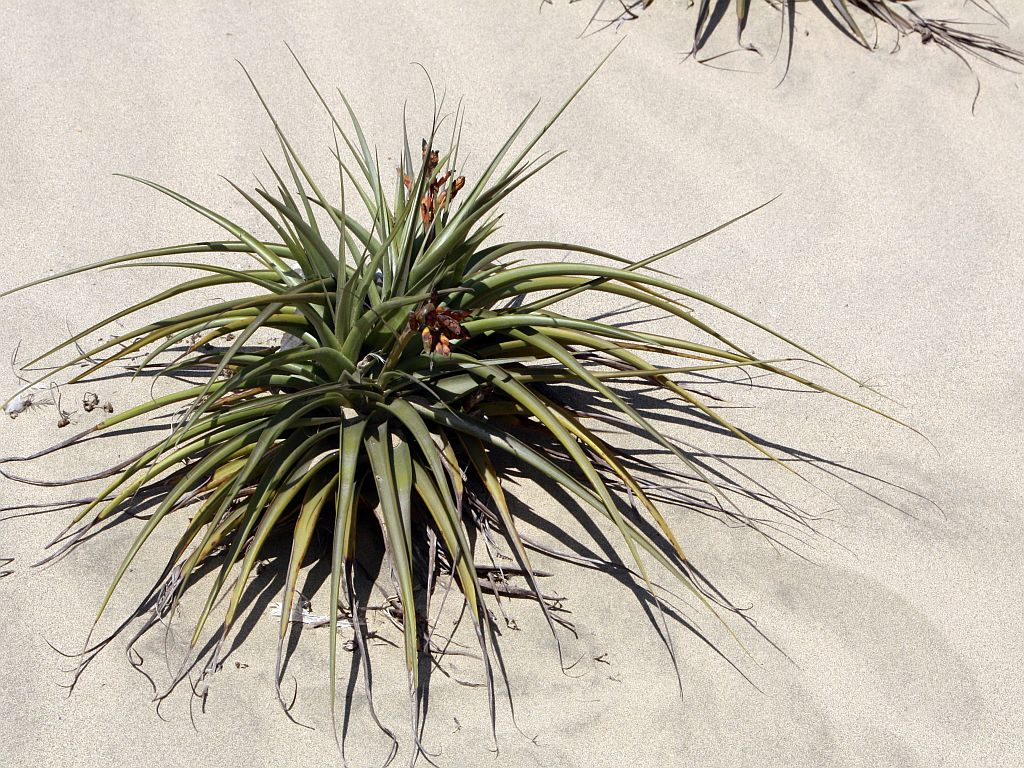
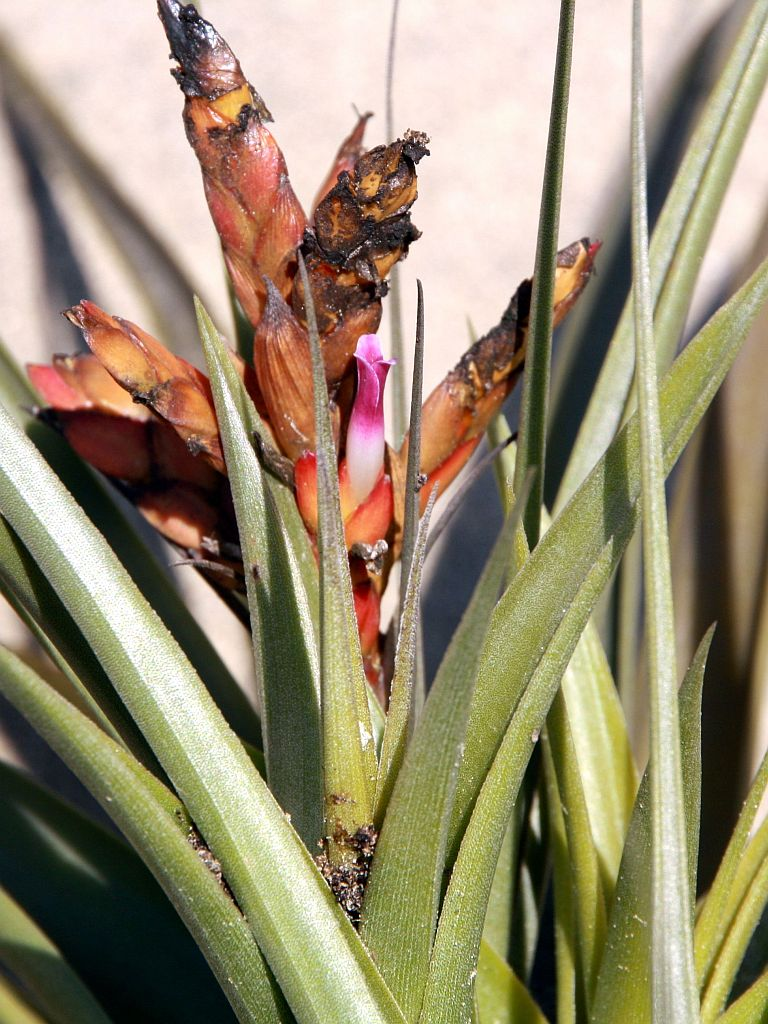

## Giống
- Tillandsia 'Black Feather'
- Tillandsia 'Cajatambo'
- Tillandsia 'Canta'
- Tillandsia 'Delgado'
- Tillandsia 'Graffiti'
- Tillandsia 'Tom Thumb'